# Балановська Леоніда Миколаївна
Леоні́да Микола́ївна Балано́вська (нар. 26 жовтня (7 листопада) 1883, Шпола, нині Черкаської області — 28 серпня 1960, Москва) — українська співачка (сопрано).

## Життєпис
1906 закінчила Петербурзьку консерваторію.
1906—1908 — солістка Київської російської опери.
1908—1919 та 1925—1926 — солістка Великого театру (Москва).
1919—1922 — солістка Севастопольської опери.
1926—1933 — солітка Харківського театру опери і балету.
Сценічну кар'єру закінчила наприкінці 1920-х. 1927—1933 — викладач Харківського музично-драматичного інституту. Від 1941 — професор Московської консерваторії.
1910—1917 — член музично-драматичного товариства «Кобзар» у Москві.
Виконувала українські народні пісні, романси Миколи Лисенка, Якова Степового. 1918 разом із Каролем Шимановським організувала музичне життя в Єлисаветграді (нині Кропивницький).

## Партії
- Ганна («Майська ніч» Миколи Римського-Корсакова).
- Оксана («Черевички» Петра Чайковського).
- Марія («Мазепа» Петра Чайковського).
- Аїда («Аїда» Джузеппе Верді).
- Кармен («Кармен» Жоржа Бізе).